# 아사지정
아사지정(朝地町)은 오이타현의 서남부 오노군의 서북부에 있던 정이다. 2005년 3월 31일에, 미에정, 기요카와촌, 오가타정, 오노정, 지토세촌, 이누카이정과 합병해 분고오노시가 되었다.

## 역사
- 1955년 12월 2촌이 합병해 아사시촌이 성립하였다.
- 1955년 1월 - 정으로 승격해 아사시정이 되었다.
- 2005년 3월 31일 - 미에정, 기요카와촌, 오가타정, 오노정, 지토세촌, 이누카이정과 합병해 분고오노시가 되었다.

## 교통

### 철도
- 규슈 여객철도 호히 본선

### 도로
- 국도 57호선
- 국도 442호선